# Landtagswahlkreis Lübeck-Süd
Der Wahlkreis Lübeck-Süd (Wahlkreis 33) ist ein Landtagswahlkreis in Schleswig-Holstein. Der Wahlkreis umfasst einen Teil der Stadt Lübeck, südlich folgender Linie gelegen:
„Von dem Punkt, wo die Trave die Stadtgrenze zur Gemeinde Hamberge schneidet, dem Verlauf der Trave und der Kanal-Trave folgend, nördlich in die Alte Trave, von dort in den Stadtgraben und in den Wallhafen, von dort in den Klughafen, am Ende des Falkendammes in östlicher Richtung in die Wakenitz. Dieser folgend bis zur Stadtgrenze mit der Gemeinde Lüdersdorf“.

## Veränderungen
Zur Landtagswahl 2012 wurde der Wahlkreis Lübeck-Süd aufgelöst. Sein Gebiet wurde auf die Wahlkreise Lübeck-West und Lübeck-Ost aufgeteilt. Diese Aufteilung wurde 2015 wieder rückgängig gemacht.
Der Wahlkreis war als einziger der Lübecker Wahlkreise bis zur Landtagswahl 1983 fest in CDU-Hand. Erst bei der Landtagswahl 1987 konnte ihn die SPD erstmals gewinnen und diesen Erfolg 30 Jahre lang stets wiederholen. Bei der Landtagswahl 2022 gewannen erstmals die Grünen den Wahlkreis, der nach den beiden Kieler Wahlkreisen West und Nord der drittstärkste der Partei war.

## Landtagswahl 2022
| Gegenstand der Nachweisung | Gegenstand der Nachweisung | Erst- stimmen | Erst- stimmen | Zweit- stimmen | Zweit- stimmen |
| Bewerber                   | Partei                     | Anzahl        | %             | Anzahl         | %              |
| -------------------------- | -------------------------- | ------------- | ------------- | -------------- | -------------- |
| Wahlberechtigte            | Wahlberechtigte            | 53.696        | 53.696        | 53.696         | 53.696         |
| Wähler                     | Wähler                     | 31.709        | 31.709        | 31.709         | 31.709         |
| Ungültige Stimmen          | Ungültige Stimmen          | 393           | 1,2           | 171            | 0,5            |
| Gültige Stimmen            | Gültige Stimmen            | 31.316        | 98,8          | 31.538         | 99,5           |
| davon                      |                            |               |               |                |                |
| Anette Röttger             | CDU                        | 8.750         | 27,9          | 9.816          | 31,1           |
| Sandra Odendahl            | SPD                        | 7.380         | 23,6          | 5.349          | 17,0           |
| Jasper Balke               | GRÜNE                      | 10.767        | 34,4          | 9.934          | 31,5           |
| Celina Luisa Kruse         | FDP                        | 1.217         | 3,9           | 1.630          | 5,2            |
| Andrea Gaidetzka           | AfD                        | 1.107         | 3,5           | 1.115          | 3,5            |
| Katjana Zunft              | DIE LINKE                  | 1.179         | 3,8           | 892            | 2,8            |
| –                          | SSW                        | –             | –             | 1.190          | 3,8            |
| –                          | PIRATEN                    | –             | –             | 139            | 0,4            |
| Tim Schneider              | FREIE WÄHLER               | 500           | 1,6           | 196            | 0,6            |
| –                          | Die PARTEI                 | –             | –             | 281            | 0,9            |
| –                          | Z.                         | –             | –             | 32             | 0,1            |
| Rolf Dohse                 | dieBasis                   | 416           | 1,3           | 355            | 1,1            |
| –                          | Die Humanisten             | –             | –             | 76             | 0,2            |
| –                          | Gesundheitsforschung       | –             | –             | 34             | 0,1            |
| –                          | Tierschutzpartei           | –             | –             | 259            | 0,8            |
| –                          | Volt                       | –             | –             | 240            | 0,8            |

Der Wahlkreis wird im Landtag durch den direkt gewählten Wahlkreisabgeordneten Jasper Balke vertreten, der das Direktmandat erstmals für die Grünen gewinnen konnte. Die CDU-Kandidaten Anette Röttger, die im September 2017 in das Parlament nachgerückt war, verpasste den Einzug in den Landtag, weil ihr Landeslistenplatz neun aufgrund der hohen Zahl an Wahlkreisabgeordneten ihrer Partei nicht zog.

## Landtagswahl 2017
| Direktkandidat    | Partei  | Erststimmen in % | Zweitstimmen in % |
| ----------------- | ------- | ---------------- | ----------------- |
| Anette Röttger    | CDU     | 30,2             | 25,3              |
| Wolfgang Baasch   | SPD     | 36,4             | 28,6              |
| Silke Mählenhoff  | GRÜNE   | 12,4             | 18,6              |
| Benedict Kölsche  | FDP     | 5,8              | 9,6               |
| Arne Wulf         | PIRATEN | 2,4              | 1,6               |
| -                 | SSW     | -                | 1,6               |
| Katja Zunft       | LINKE   | 6,1              | 6,5               |
| –                 | FAMILIE | –                | 0,5               |
| Monica Farell     | FW-SH   | 1,2              | 0,8               |
| Andrea Gaidetzka  | AfD     | 5,3              | 5,6               |
| Michael Judaschke | LKR     | 0,3              | 0,2               |
| -                 | PARTEI  | -                | 1,0               |
| –                 | Z.SH    | –                | 0,2               |

Der Wahlkreis wurde im Landtag durch den direkt gewählten Wahlkreisabgeordneten Wolfgang Baasch (SPD) vertreten, der dem Parlament seit 1996 für verschiedene Lübecker Wahlkreise angehörte. Die CDU-Kandidaten Anette Röttger verpasste zunächst den Einzug in den Landtag, weil die Landesliste ihrer Partei aufgrund der hohen Zahl an Wahlkreisabgeordneten nicht zog. Sie rückte jedoch am 20. September 2017 für den verstorbenen Abgeordneten Axel Bernstein in das Parlament nach.

## Landtagswahl 2012
Das Gebiet des bisherigen Wahlkreises wurde auf die Wahlkreise Lübeck-West und Lübeck-Ost aufgeteilt.

## Landtagswahl 2009
| Direktkandidat         | Partei  | Erststimmen in % | Zweitstimmen in % |
| ---------------------- | ------- | ---------------- | ----------------- |
| Jutta Scheicht         | CDU     | 28,2             | 23,9              |
| Wolfgang Baasch        | SPD     | 34,5             | 28,9              |
| Mirco Oliver Schultz   | FDP     | 11,0             | 13,5              |
| Yildiz Yüce            | GRÜNE   | 15,7             | 18,4              |
| -                      | SSW     | -                | 2,2               |
| -                      | NPD     | -                | 0,8               |
| –                      | FAMILIE | –                | 0,8               |
| Jens Schulz            | LINKE   | 7,3              | 7,6               |
| Michael Blauig         | PIRATEN | 2,7              | 2,7               |
| Rolf Tetzlaff-Gahrmann | RRP     | 0,6              | 0,3               |
| -                      | FW-SH   | -                | 0,3               |
| -                      | RENTNER | -                | 0,5               |
| –                      | IPD     | –                | 0,1               |

Der Wahlkreis wurde im Landtag durch den direkt gewählten Wahlkreisabgeordneten Wolfgang Baasch (SPD) vertreten, der dem Parlament seit 1996 für verschiedene Lübecker Wahlkreise angehörte. Die CDU-Kandidatin Jutta Scheicht, die erst 2008 in den Landtag nachgerückt war, verpasste den Wiedereinzug in das Parlament.

## Landtagswahl 2005
Die Landtagswahl 2005 ergab folgendes Ergebnisse:
| Gegenstand der Nachweisung | Gegenstand der Nachweisung | Erst- stimmen | Erst- stimmen | Zweit- stimmen | Zweit- stimmen |
| Bewerber                   | Partei                     | Anzahl        | %             | Anzahl         | %              |
| -------------------------- | -------------------------- | ------------- | ------------- | -------------- | -------------- |
| Wahlberechtigte            | Wahlberechtigte            | 49.977        | 49.977        | 49.977         | 49.977         |
| Wähler                     | Wähler                     | 33.347        | 33.347        | 33.347         | 33.347         |
| Ungültige Stimmen          | Ungültige Stimmen          | 862           | 2,6           | 484            | 1,5            |
| Gültige Stimmen            | Gültige Stimmen            | 30.662        | 97,4          | 31.040         | 98,5           |
| davon                      |                            |               |               |                |                |
| Wolfgang Baasch            | SPD                        | 14.108        | 46,0          | 13.414         | 43,2           |
| Jutta Scheicht             | CDU                        | 10.569        | 34,5          | 9.991          | 32,2           |
| ?                          | FDP                        | 1.795         | 5,9           | 2.027          | 6,5            |
| ?                          | GRÜNE                      | 2.905         | 9,5           | 3.319          | 10,7           |
| –                          | SSW                        | –             | –             | 705            | 2,3            |
| ?                          | NPD                        | 572           | 1,9           | 643            | 2,1            |
| –                          | FAMILIE                    | –             | –             | 216            | 0,7            |
| ?                          | Übrige                     | 713           | 2,3           | 725            | 2,3            |

Der Wahlkreis wurde im Landtag durch den direkt gewählten Wahlkreisabgeordneten Wolfgang Baasch (SPD) vertreten, der zuvor den aufgelösten Wahlkreis Lübeck-Mitte vertreten hatte. Die CDU-Kandidatin Jutta Scheicht, die dem Landtag seit 2000 über die Landesliste ihrer Partei angehört hatte, verpasste zunächst den Wiedereinzug in das Parlament. Sie rückte am 23. Juli 2008 für die verstorbene Abgeordnete Monika Schwalm wieder in den Landtag nach.

## Bisherige Abgeordnete
Direkt gewählte Abgeordnete des Wahlkreises Lübeck-Süd waren:
| Jahr | Direktkandidat       | Partei | Erststimmen in % |
| ---- | -------------------- | ------ | ---------------- |
| 2022 | Jasper Balke         | GRÜNE  | 34,4             |
| 2017 | Wolfgang Baasch      | SPD    | 36,4             |
| …    |                      |        |                  |
| 2009 | Wolfgang Baasch      | SPD    | 34,5             |
| 2005 | Wolfgang Baasch      | SPD    | 46,0             |
| 2000 | Gisela Böhrk         | SPD    | 51,3             |
| 1996 | Gisela Böhrk         | SPD    | 39,0             |
| 1992 | Gisela Böhrk         | SPD    | 43,6             |
| 1988 | Gisela Böhrk         | SPD    | 56,6             |
| 1987 | Gisela Böhrk         | SPD    | 46,6             |
| 1983 | Annemarie Schuster   | CDU    |                  |
| 1979 | Annemarie Schuster   | CDU    | 47,9             |
| 1975 | Ehrenfried Weidemann | CDU    | 50,2             |
| 1971 | Heinrich Wolff       | CDU    | 51,4             |
| 1967 | Heinrich Wolff       | CDU    | 49,5             |
| 1962 | Heinrich Wolff       | CDU    | 49,1             |
| 1958 | Walther Böttcher     | CDU    | 48,2             |
| 1954 | Walther Böttcher     | CDU    | 34,3             |
| 1950 | Walther Böttcher     | CDU    | 45,7             |